# Maison tournante
 (juillet 2018).

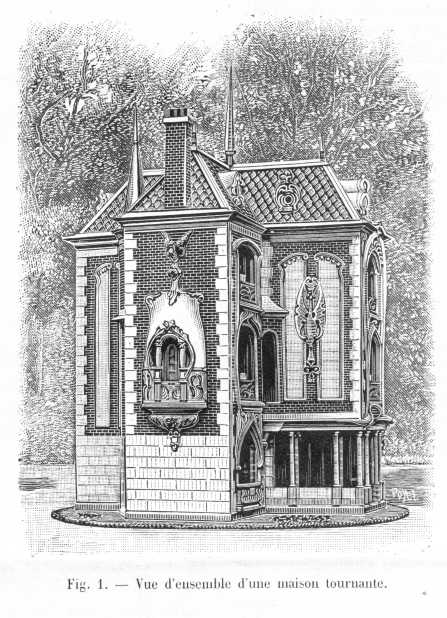
Maison tournante en 1904.

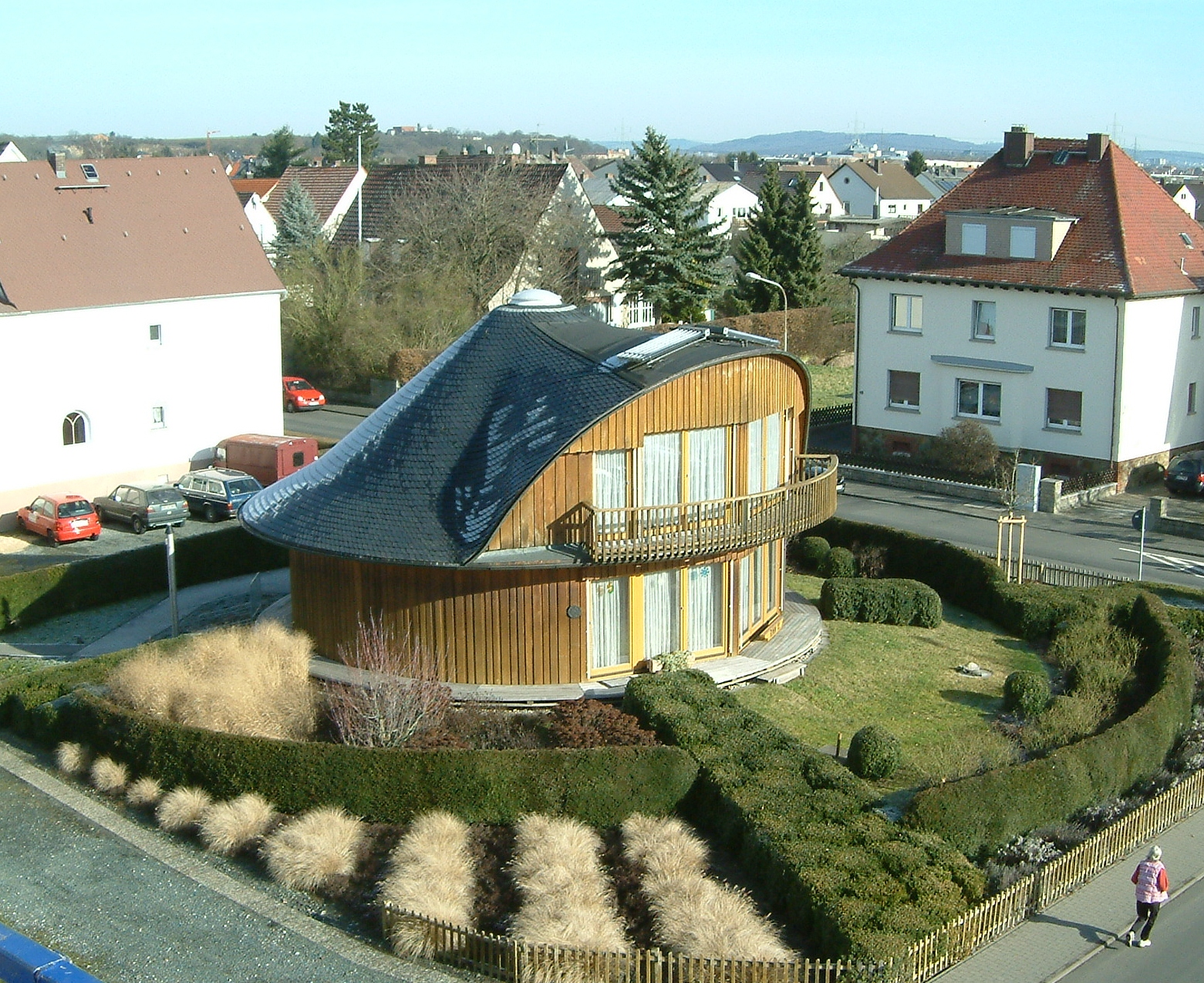
Une maison tournante en Allemagne (2008).

Une maison tournante est un type de maison qui peut être orientée dans la direction souhaitée, le plus souvent pour permettre de suivre le mouvement relatif du soleil.

## Historique
Les moulins à vent sur pivot dits « à chandelier » ont d'abord inspiré les constructeurs de petits kiosques montés sur pivot visibles à Eaux-Bonnes au XIXe siècle.
L'idée a été reprise en 1904 par MM. le Dr Pellegrin (médecin en retraite) et E. Petit (architecte) pour construire une maison d'habitation complète sur ce principe en utilisant les matériaux légers de l'époque.
L'objectif était de pouvoir profiter du soleil ou du paysage dans chaque pièce à sa convenance. Depuis le concept a été repris et décliné par de nombreux architectes dans le monde entier.
Les nouvelles maisons tournesol (ainsi baptisées par leurs inventeurs) sont très souvent également présentées comme des maisons écologiques.